# Jerzy Stanisław Dzieduszycki

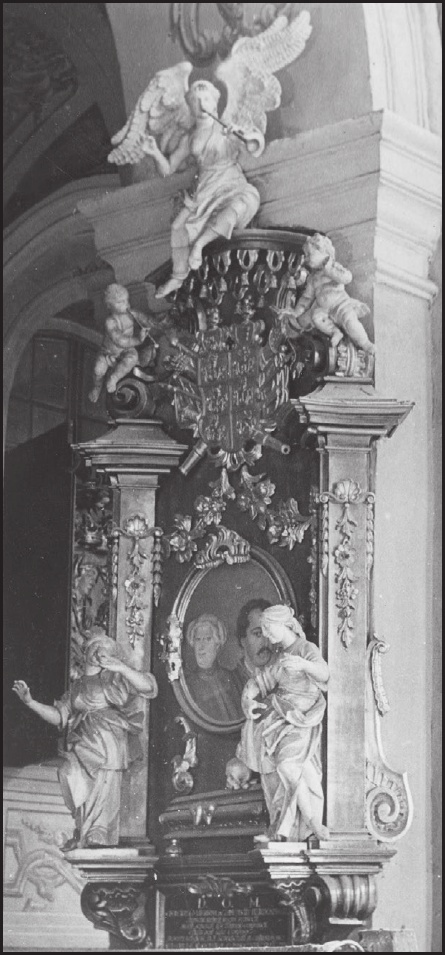
Nagrobek Marianny i Jerzego Dzieduszyckich w kościele Jezuitów we Lwowie, stan sprzed 1939 r.

Jerzy Stanisław Dzieduszycki herbu Sas (ur. 1670, zm. 6 września 1730 we Lwowie) – pisarz polityczny, koniuszy wielki koronny w latach 1704-1730, łowczy koronny w latach 1703-1704, starosta żydaczowski w latach 1694-1730, historyk, bibliofil i kolekcjoner.

## Życiorys
Syn Franciszka Jana wojewody podolskiego i Zofii Jabłonowskiej, rodzonej siostry Stanisława Jana Jabłonowskiego. Był prawnukiem Jerzego Dzieduszyckiego.
Kształcił się w kolegium jezuickim we Lwowie, po której to edukacji w 1691 r. wyruszył w podróż edukacyjną po Europie, typowy dla epoki baroku grand tour. O dopełnienie wykształcenia swego siostrzeńca zadbał hetman Stanisław Jabłonowski. Młody wojewodzic podolski odwiedził kraje Europy Zachodniej, towarzysząc swemu kuzynowi, Stanisławowi Karolowi Jabłonowskiemu, pod opieką guwernera, cześnika latyczowskiego Szymona Ignacego Gutowskiego. Dzieduszycki odwiedził Paryż i Niderlandy. Jerzy Dzieduszycki opuścił granice Rzeczypospolitej Obojga Narodów w maju 1691 r. i 28 lipca 1691 roku dotarł do Paryża, gdzie jesienią 1691 r. podjął naukę w paryskim kolegium jezuitów Collège Louis-le-Grand. W lipcu 1692 r. udał się wraz z kuzynem do Reims, Namur, Liège, Brukseli, Antwerpii, Hagę, Amsterdam i innych miast zostawiając zapiski dotyczące ich fortyfikacji i architektury. Udali się też na tereny, gdzie toczyła się wojna Francji z Ligą Augsburską. Następnie udał się do Padwy, po czym w czerwcu 1694 roku powrócił do Polski.
Miesiąc po powrocie, 13 lipca 1694 r., Jerzy Stanisław otrzymał po ojcu przez cesję starostwo żydaczowskie, kilka lat później urząd łowczego wielkiego koronnego (1703–1704). Poseł sejmiku podolskiego na sejm 1695 roku. sędzia kapturowy ziemi lwowskiej w 1696 roku. Był lwowskim posłem na sejm konwokacyjny w 1696 roku, gdzie agitował za kandydatem saskim. Po zerwanym sejmie konwokacyjnym 1696 roku przystąpił 28 września 1696 roku do konfederacji generalnej. Jako dobry mówca w 1697 r. wygłosił mowę w czasie powitania przybywającego do Rzeczypospolitej elekta saskiego. Jako deputat z województwa podolskiego podpisał  pacta conventa Augusta II Mocnego w 1697 roku. 
W roku 1697 August II wysłał go do Wiednia, Wenecji i Rzymu z zawiadomieniem o swej elekcji, poselstwo swe odbył w roku 1698. Poseł na sejm pacyfikacyjny 1699 roku z województwa ruskiego. W roku 1700 brał udział w poselstwie Rafała Leszczyńskiego do Turcji. Poseł na sejm 1701 roku i sejm z limity 1701-1702 roku z ziemi halickiej. W styczniu 1702 roku podpisał akt pacyfikacji Wielkiego Księstwa Litewskiego. Poseł na sejm 1703 roku z województwa czernihowskiego. W kwietniu 1704 r. został koniuszym wielkim koronnym, który to urząd sprawował do końca życia. Był konsyliarzem ziemi lwowskiej w konfederacji sandomierskiej 1704 roku.
Był marszałkiem sejmików województwa ruskiego w 1703 i 1704 roku. Niefortunna misja dyplomatyczna do Rzymu, zakończona chwilową niełaską ze strony Augusta II i wielkim zadłużeniem Dzieduszyckiego, wpłynęła na jego wycofanie się z aktywnej działalności politycznej w trudnym okresie wojny północnej. Do końca życia Dzieduszycki pozostał koniuszym koronnym, odrzucając możliwość awansu na wyższe urzędy. Usunął się ze sceny politycznej i skupił na rozbudowie swojego schronienia – pałacu w Cucułowcach koło Halicza, gdzie zajął się pracą pisarską i upiększaniem swej rezydencji.
W okresie walk o tron pomiędzy Augustem II a Leszczyńskim został stronnikiem Leszczyńskiego. Po bitwie pod Połtawą (1709) stał się lojalnym zwolennikiem Augusta II. Jako deputat sejmu lubelskiego był uczestnikiem Walnej Rady Warszawskiej 1710 roku. Był członkiem konfederacji tarnogrodzkiej i jej delegatem do Rzymu.
Zmarł 6 września 1730 r. we Lwowie i został pochowany w tamtejszym kościele Jezuitów.
W roku 1703 Jerzy Dzieduszycki poślubił Mariannę Zamoyską, córkę podskarbiego koronnego córką Marcina Zamoyskiego i Anny z Glińskich. Małżeństwo to pozostało bezdzietne.
Około roku 1755, dwa lata po śmierci Marianny Zamoyskiej zostało wzniesione epitafium małżonków w kościele jezuitów we Lwowie. Zawieszono je na filarze (naprzeciw ołtarza św. Ignacego Loyoli) w arkadzie między nawą główną a północną nawą boczną, prowadzącą do przęsła, w którym znajdowało się wejście do ufundowanej przez Mariannę Zamoyską w 1738 roku nieistniejącej już dzisiaj kaplicy św. Benedykta.

## Twórczość
Napisał m.in.:
- Salutatio denuntiationis ad serenissimum Fredericum Augustem Ducem Saxoniae Electum Polonorum Regem facta a toto equestri ordine per... cum eadam denuntatione, wygł. 1697, wyd. w jęz. łacińskim i niemieckim (kilka wydań)
- Traktat o poprawie albo dodaniu perfekcji koniom polskim, powst. 1705, wyd. pt. Obserwacje należące do koni i stad polskich, napisane w r. 1705, z rękopisu Biblioteki Załuskich po raz pierwszy w druku, wyd. S. Przyłęcki, Lwów 1852[16]
- Traktat o elekcji królów polskich, powst. 1707, z rękopisu Załuskiego wyd. T. Wierzbowski, Warszawa 1906[17], Biblioteka Zapomnianych Poetów i Prozaików Polskich XVI-XVIII w., zeszyt 23
- Opis podróży po Holandii i Francji z r. 1691, niewydany drukiem[18], (omawia go A. Brückner)
- Mowa łacińska do Fryderyka Augusta saskiego